# Добровник (община)
Община Добровник (словен. Občina Dobrovnik) — одна з общин Словенії. Адміністративним центром є місто Добровник.

## Населення
У 2011 році в общині проживало 1344 осіб, 630 чоловіків і 714 жінок. Чисельність економічно активного населення (за місцем проживання), 460 осіб. Середня щомісячна чиста заробітна плата одного працівника (EUR), 911,17 (в середньому по Словенії 987.39). Приблизно кожен другий житель у громаді має автомобіль (47 автомобілі на 100 жителів). Середній вік жителів склав 43,2 роки (в середньому по Словенії 41.8). 

## Національний склад
- Угорці — 51,6%
- Словенці — 44,6%